# Gare de Sant Vicenç de Calders
La gare de Sant Vicenç de Calders est une gare ferroviaire espagnole des lignes de Sant Vicenç de Calders à L'Hospitalet de Llobregat (240), de Madrid-Chamartín-Clara Campoamor à Barcelone-França (200) et de Valence-Nord à Sant Vicenç de Calders (600), située dans le hameau de Sant Vicenç de Calders (ca), sur le territoire de la commune d'El Vendrell, dans la comarque du Baix Penedès, dans la province de Tarragone, en Catalogne.
Elle est mise en service en 1887 par la Compañía de los ferrocarriles de Tarragona a Barcelona y Francia (TBF). C'est une gare d'Administrador de infraestructuras ferroviarias (ADIF), desservie par les lignes R2 Sud, R4, RT2, R13, R14, R15, R16 et R17 de Rodalies de Catalunya.

## Situation ferroviaire
Établie à 16 mètres d'altitude, la gare de Sant Vicenç de Calders est située au point kilométrique (PK) 24,1 de la ligne de Sant Vicenç de Calders à L'Hospitalet de Llobregat, terminus de la ligne elle est suivie gare d'El Vendrell (ca),.
Elle est également l'origine, au PK 618,027, de la ligne de Madrid-Chamartín-Clara Campoamor à Barcelone-França entre les gares de Roda de Mar (ca) et de Calafell (ca),.
C'est aussi l'origine, au PK 24,8 de la ligne de Valence-Nord à Sant Vicenç de Calders, elle suivie de la gare de Torredembarra (ca).

## Histoire
Elle a été mise en service le 24 avril 1887 par la Compañía de los ferrocarriles de Tarragona a Barcelona y Francia (TBF) en tant que correspondance entre les lignes de Vilafranca et de Vilanova. 
La construction de la gare est l'aboutissement des travaux visant à réunir les différentes lignes de TBF après l'absorption de la Compañía de los ferrocarriles de Valls a Vilanova y Barcelona (VVB) qui avait construit la ligne Barcelone-Vilanova-Valls et inauguré le tronçon Calafell-Valls en 1883. Initialement, les deux lignes ferroviaires se croisaient sur un viaduc, situé tout près de la gare actuelle. 
La gare a été construite dans une zone isolée, entourée de champs et de zones humides, à trois kilomètres du centre de Sant Vicenç de Calders.
La liaison des deux lignes et la construction de la gare de voyageurs et du bâtiment de services ont été confiées à l'ingénieur Eduard Maristany i Gibert (ca). 
Le bâtiment voyageurs ne comportait qu'un seul étage et comportait plusieurs dépendances. Le hall, le restaurant et la salle à bagages occupaient presque tout l'espace. 
Entre 1905 et 1920, la Compañía de los ferrocarriles de Madrid a Zaragoza y Alicante (MZA) a bâti une colonie ferroviaire (ca) pour y loger les ouvriers et les cheminots. 
De nos jours, il reste encore six pavillons et trois bâtiments celui abritant le chef de gare, le contremaître et le poste de signalisation.
La gare s'appelait autrefois Sant Vicenç de Calders - Coma-ruga - el Vendrell, mais avec l'arrivée de Rodalies de Catalunya, il a été décidé de renommer la gare simplement Sant Vicenç de Calders.

## Fréquentation
En 2016, la fréquentation annuelle de la gare était de 672 000 voyageurs.

## Services des voyageurs

### Desserte
La gare est desservie par les lignes R2 Sud, R4, RT2, R13, R14, R15, R16 et R17 de Rodalies de Catalunya.